# GRASS VALLEY (アルバム)
『GRASS VALLEY』（グラスバレー）は、1987年4月22日に発売されたGRASS VALLEYの1枚目のアルバム。

## 解説
CDにはLP未収録曲「SHAKE IT DOWN」が追加されている。

## 収録曲
全編曲：GRASS VALLEY

### LP盤
Side A
1. 白い旋律
作詞:出口雅之　作曲:本田恭之
2. DANCE IN THE HEAVEN
作詞:出口雅之　作曲:根本一朗
3. シンディ
作詞・作曲:出口雅之

Side B
1. MORNING PLEASURE
作詞:出口雅之　作曲:西田信哉/本田恭之
2. FREEZIN'
作詞:横山治彦　作曲:本田恭之
3. CYNICAL SKY
作詞:出口雅之　作曲:本田恭之

### CD盤
1. 白い旋律
2. DANCE IN THE HEAVEN
3. シンディ
4. MORNING PLEASURE
5. FREEZIN'
6. CYNICAL SKY
7. SHAKE IT DOWN
作詞:出口雅之　作曲:本田恭之